# Ankara Arena
Die Ankara Arena (türkisch Ankara Spor Salonu) ist eine Mehrzweckhalle im Viertel Ulus des Bezirks Altındağ der türkischen Hauptstadt Ankara. Sie ersetzte als Heimspielstätte der drei Basketballclubs Hacettepe Üniversitesi BK, Türk Telekomspor und TED Ankara Kolejliler SK den nahegelegenen Ankara Atatürk Spor Salonu von 1969 mit 4500 Plätzen.

## Geschichte
Die Ankara Arena wurde für die Basketball-Weltmeisterschaft 2010 errichtet. Der von Yazgan Tasarım Mimarlık entworfene Bau begann am 17. Juni 2009 und am 23. April 2010 wurde er eingeweiht. Die Halle mit einer elliptischen Grundfläche von 47.593 m² bietet 10.400 Plätze. Die Gesamtbaufläche beträgt 53.000 m². Die gläserne Fassade ist mit horizontalen, weißen und vertikalen, orangen Blenden zum Sonnenschutz versehen. Direkt nördlich lag das 2018 abgerissene Fußballstadion Ankara 19 Mayıs Stadı. Nur wenige hundert Meter südlich liegt der Bahnhof Ankara. Nach der Basketball-WM folgten weitere Welt- und Europameisterschaften wie die Basketball-Weltmeisterschaft der Damen 2014. 2019 war die Arena einer von vier Austragungsorten der Volleyball-Europameisterschaft der Frauen.

## Galerie

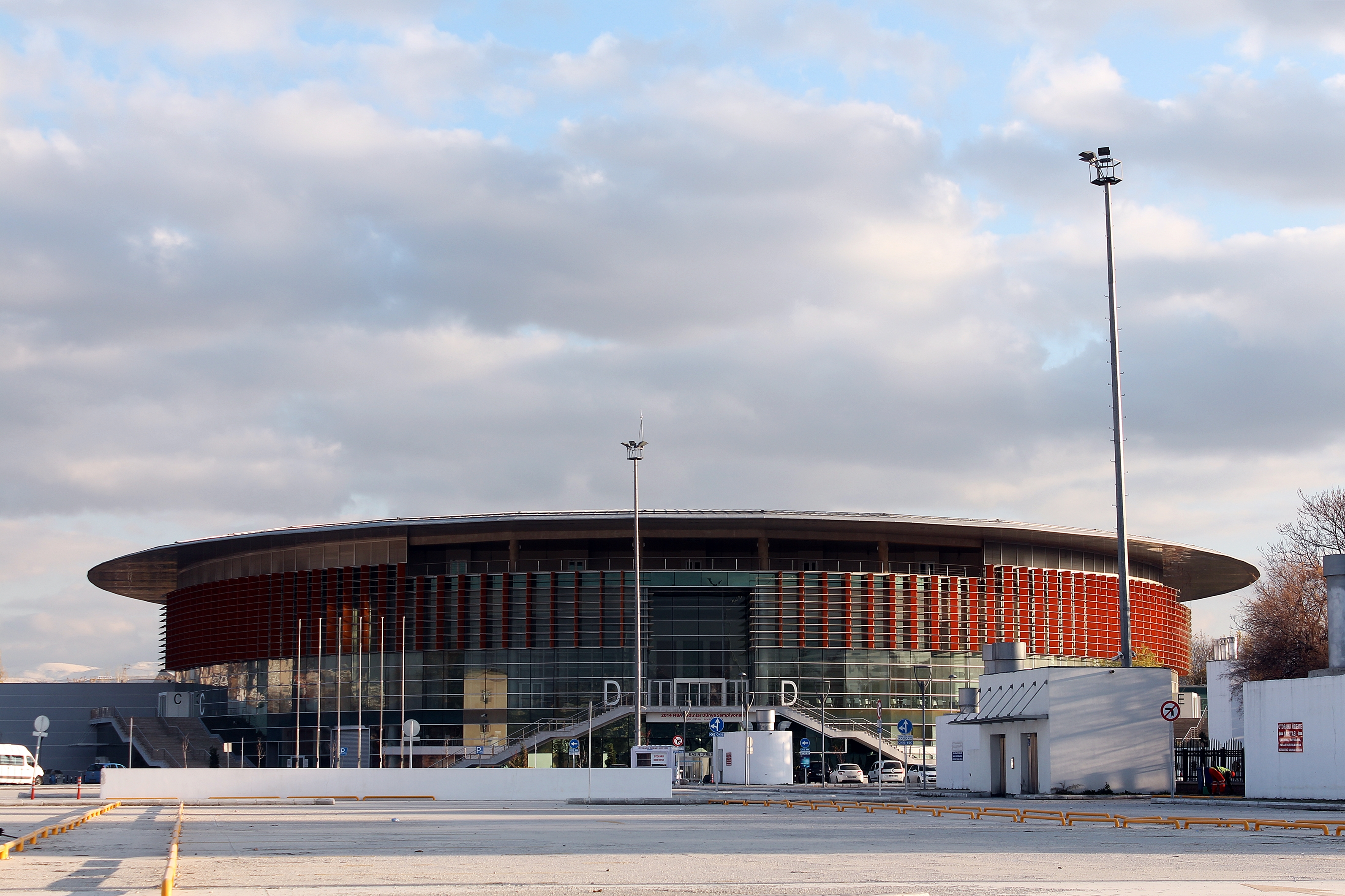
Die Ankara Arena im November 2014
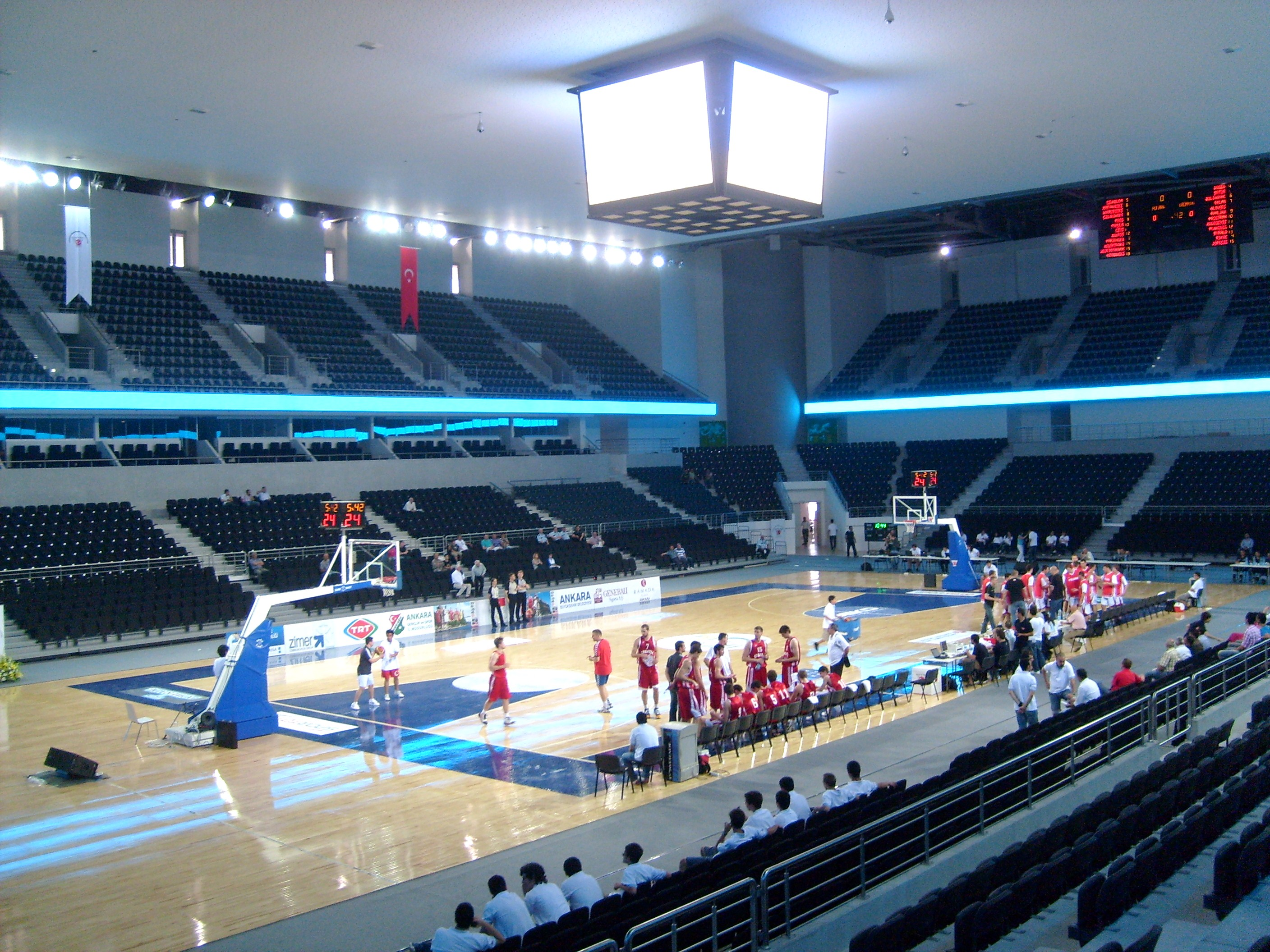
Der Innenraum mit Basketballfeld im Juni 2010